# رؤیای روشنایی
رؤیای روشنایی (انگلیسی: Dream of Light) فیلمی مستند به کارگردانی ویکتور اریسه محصول سال ۱۹۹۲ است. عنوان اسپانیایی این فیلم «El sol del membrillo» به معنی درخت به آفتاب می‌باشد. این فیلم در جشنواره فیلم کن ۱۹۹۲ برندهٔ جایزه هیئت داوران و همین‌طور برندهٔ جایزه بین‌المللی منتقدان فیلم شد.